# قایق نجات کلاس ترنت
لایف‌بوت کلاس ترنت (به انگلیسی: Trent-class lifeboat) یک کلاس از کشتی است که طول آن ۱۴٫۲۶ متر (۴۶ فوت ۹ اینچ) می‌باشد.